# Хавиер Перес-Капдевила
Хавиер Перес-Капдевила (роден на 7 февруари 1963 г.) е кубински учен, математик и професор, известен с въвеждането на операцията смесени смеси от размити множества, наред с други теоретични приноси към размита математика, както и с въвеждането на понятието за труд компетенции с метод за измерването им. Той има докторска степен по икономика.

## Основен научен принос
От концепцията за индекс или коефициент на адекватност, дадена от Хауме Алуха през 1996 г., могат да се получат много привличания на адекватност. За да го разреши, Перес-Капдевила въвежда концепциите за наднормено тегло при адаптация, размит коефициент за еднакви коефициенти на адекватност и коригиран коефициент на прекъсване за равни коефициенти на адекватност, които той дефинира с точност, за да разопакова в неопределен брой случаи с еднакви коефициенти на адекватност, като по този начин закръгля изготвя теория за пригодността на кандидатите за предварително зададен профил.
Изградена е операцията на смесване на размити множества, при която от различни по естество елементи се получават нови елементи с определена степен на принадлежност.
В областта на приложна математика той е постигнал важен напредък по отношение на оценката на икономическите ефекти и контрола на екзотичните нахлуващи Интродукция (биология) и е постигнал важен теоретичен принос. Той е допринесъл за концепциите за индивидуална полза от екзотичен нахлуващ извънземен вид, колективна полза от екзотичен нахлуващ извънземен вид, априорен анализ на разходите и ползите на екзотичен нахлуващ извънземен вид, a posteriori анализ на разходите и ползите от екзотичен нахлуващ извънземен вид, както и метод за извършване на тези анализи.
В организационната област, използвайки сместа от размити множества и теоретичния метод за анализ и синтез, изучава хронологичните дефиниции на компетенциите и предоставя ново определение за тях (Компетентност (организация)), което улеснява тяхното измерване. Въз основа на този научен факт, Перес-Капдевила изгражда работен алгоритъм за измерване на компетенции от човешкото възприятие и изграждане на карти (дефинирането им), предоставя класификация на хората въз основа на елементите на техните компетенции, осигурява процедура за съпоставяне на компетенции и заплата и изгражда симулатор, който свързва компетенциите с производителността и качеството на работа.

Той създаде метод за определяне на връзката между работните компетенции и заплатите,  който оценява загубите, които могат да бъдат генерирани поради липсата на компетенции (независимо дали са трудови или професионални). По същия начин той конструира симулиращо устройство за свързване на компетенциите с производителността на работата и качеството на работа.
Критикува начина, по който се извършва SWOT-анализ (силни страни, възможности, слаби страни и заплахи). Според Перес-Капдевила, използването на ограничени възможности за оценка на въздействията, както и еднакво претегляне между всички силни страни, възможности, слаби страни или заплахи. Според него това е модел, който не пасва на реалността. Той предлага алтернативна процедура за извършване на този анализ, където разглежда проблема с несъответствието, което може да бъде генерирано при гласуването на експерти.
Ръководи първото изследване на възприемането на науката и технологиите, проведено в Куба, вземайки за контекст провинция Гуантанамо, където живее, и се откроява като изследовател в първото проучване за оценка на устойчив в Куба], в сътрудничество с няколко кубински и испански университети .
Допринася с две нови концепции: потенциал за връщане и потенциал за имиграция, чието приложение е предназначено за процеса на повторно заселване на кубинските планини. 
Написал е няколко книги и научни статии, сред които се открояват „Епохата на знанието”, „Определяне, измерване и карти на трудовите компетенции” и „Наука и техника от популярна гледна точка”.

## Награди и отличия
- Национална награда на Академията на науките на Куба, която е най-високата награда, присъждана от Академията на науките на Куба на кубински учени за съответните резултати с очевидно въздействие.[12][13]
- Орден  "Карлос Хуан Финли ": Това е най-голямото научно признание, дадено в Куба. Тази награда се присъжда от Държавния съвет на Република Куба на кубински и чуждестранни граждани в знак на признание за изключителни заслуги за ценен принос в развитието на природните или социални науки, към научни или изследователски дейности, които са допринесли изключително за напредъка на науките и в полза на човечеството.[14]
- Възпоменателен печат "Антонио Бачилер и Моралес“: Най-високата награда, предоставена от Кубинското дружество по информационни науки за съответен принос към управлението на знанието, както в областта на теорията, така и на практика.[15]
- Почетен печат „Ковачи на бъдещето“: Присъжда се от Националното президентство на техническите младежки бригади на Куба по изключителен начин на изключителни личности на науката.[16]
- Отличие Хуан Томас Ройг, за повече от 30 години служба, като признание за постигнатите заслуги като работник, свързан с научната работа в няколко отрасли на икономиката и социалния живот на страната.
- Почетно звание (академично) на професор на фондация COMFENALCO на Колумбия.[2]